# Con trai (mối quan hệ)

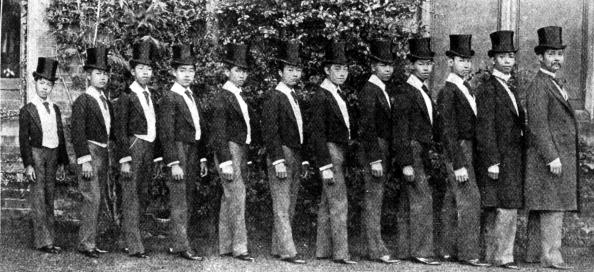
Vua Rama V nước Xiêm (tận cùng bên phải) đứng cùng 11 (trong số 33) người con trai của ông tại Trường Eton (Anh) vào năm 1897

Con trai là đứa con mang giới tính nam, tức đứa bé trai hoặc người đàn ông trong mối quan hệ với cha mẹ của cậu ta hoặc anh ta. Ngược với con trai là con gái.

## Vấn đề xã hội liên quan
Trong các xã hội tiền công nghiệp và một số quốc gia hiện có nền kinh tế dựa trên nông nghiệp, người ta đánh giá con trai cao hơn so với con gái, nói cách khác là trao địa vị xã hội cao hơn cho con trai do họ có sức vóc tốt hơn và có thể làm việc đồng áng hiệu quả hơn.
Ở Trung Quốc, chính sách một con được thực hiện nhằm đối phó với tình trạng tăng dân số quá nhanh. Kể từ khi thi hành chính sách này, số liệu thống kê chính thức về số trẻ sinh ra cho thấy có sự gia tăng của tỷ lệ trẻ trai/trẻ gái. Điều này là do nhiều yếu tố, bao gồm nạn phá thai chọn lựa giới tính bất hợp pháp và tình trạng giấu giếm thông tin về việc sinh con gái.
Trong các xã hội theo chế độ phụ hệ, theo lệ thường thì con trai sẽ được thừa hưởng gia sản trước con gái.
Trong một số nền văn hóa, người con trai cả có những đặc quyền. Chẳng hạn như vào thời Kinh thánh, đứa con trai đầu lòng sẽ được nhận hầu hết tài sản từ người cha. Một số quy phạm xã hội ở Nhật Bản liên quan đến người con trai cả là: "cha mẹ thường sống với người con trưởng nếu nó là con trai" và "cha mẹ thường sống với con trai lớn nhất ngay cả dù cho nó không phải là người con trưởng."

## Cách dùng riêng đối với thuật ngữcon trai

### Biểu tượng Ki-tô giáo
Trong cộng đồng Kitô giáo, cụm từ "Con trai" hoặc Con trai của Chúa là để chỉ Giê-su. Những tín đồ theo thuyết Ba Ngôi xem Giê-su là hiện thân của người thứ hai trong Ba Ngôi đó, và ông được gọi là "Con trai của Chúa". Trong các sách Phúc Âm, Giê-su thỉnh thoảng tự gọi mình là Con trai của loài người.

### Trong tên riêng Semit
Từ trong tiếng Ả Rập dùng để chỉ con trai là ibn.. Do gia đình và tổ tiên là những giá trị văn hóa quan trọng của thế giới Ả Rập nên người Ả Rập thường dùng từ bin - một dạng của ibn - trong tên đầy đủ của họ. Bin ở đây có nghĩa là "con trai của". Ví dụ, tên Ả Rập "Saleh bin Tarif bin Khaled Al-Fulani" có thể dịch thành "Saleh, con trai của Tarif, con trai của Khaled; của gia đình Al-Fulani". Ngược lại với ibn/bin là abu, nghĩa là "cha của". Đây là một retronym được đặt khi con trai của người đó mới ra đời và được dùng làm tên lóng để chỉ cương vị làm cha mà người đó mới đạt được, thay cho việc dùng họ. Ví dụ, nếu con trai đầu của Mahmoud được đặt tên là Abdullah thì có thể gọi Mahmoud là "Abu Abdullah".
Từ bin nêu trên có cùng nguồn gốc với từ ben trong tiếng Hebrew; ví dụ, "Judah ben Abram HaLevi" có nghĩa là "Judah, con trai của Abram, nhà Levite". Ben cũng có thể là một tên gọi đứng riêng rẽ.